# Pildammsparken
Pildammsparken (tidligere også Baltiska parken) er med cirka 45 hektar Malmøs største parkområde. 
Pildammene er parkens hjerte og forsynede tidligere byens borgere med frisk vand. Parken omkring dammene blev oprettet ved Den baltiske Udstilling i 1914. Fra udstillingen i 1914 findes endnu Margaretapavillonen og Kronprinsesse Margaretas rekonstruerede blomstergade. Parken domineres af et rigt fugleliv ved dammene, beplantninger, samt joggere og folk, der bare nyder parken.
Det nuværende Pildammsteatern er et amfiteater, der blev opført i 1963 som erstatning for et ældre friluftsteater. Her er ofte større teaterforestillinger og koncerter. Parkens gamle vandtårn – Pildammstårnet – rummer blandt andet kunstudstillinger. Et nyere anlæg er Galatheas hage, som byder plads til meditation. Det cirkelformede område Tallerkenen benyttes i sommertiden til picnic og idræt. 
- Den lilla dammen
- Den stora dammen
- Galatheas hage
- Margaretapavillonen

- Wikimedia Commons har flere filer relateret til Pildammsparken

55°35′30″N 12°59′30″Ø / 55.59167°N 12.99167°Ø